# Emmerich Danzer
Emmerich Danzer (ur. 15 marca 1944 w Wiedniu) – austriacki łyżwiarz figurowy, startujący w konkurencji solistów. Uczestnik igrzysk olimpijskich w Innsbrucku (1964) i Grenoble (1968), 3-krotny mistrz świata (1966–1968), 4-krotny mistrz Europy (1965–1968) oraz 4-krotny mistrz Austrii (1965–1968).
Danzer był niepokonany w latach 1966–1967 i na początku sezonu olimpijskiego, przez co był faworytem do wygrania igrzysk olimpijskich w 1968 roku. Jednak w pierwszym segmencie zawodów olimpijskich, figurach obowiązkowych, zajął dopiero 4. miejsce bo popełnieniu widocznego błędu po którym niemalże zatrzymał się w wykonywaniu programu. Danzer wygrał program dowolny, ale nie poprawiło to jego wyniku końcowego, przez co zajął dopiero 4. lokatę. Choć publiczność nie zgadzała się z wynikami zawodów, to sam łyżwiarz z pokorą przyjął końcowy rezultat. Po igrzyskach wziął udział w mistrzostwach świata, gdzie zdobył trzeci tytuł mistrzowski i zakończył karierę amatorską.
W 1975 zakończył karierę profesjonalną i został trenerem łyżwiarstwa w Stanach Zjednoczonych przez kolejne 12 lat. Do Austrii powrócił w 1989 roku i pracował w firmie ubezpieczeniowej. Zajmował się tworzeniem programów ubezpieczeniowych dla atletów i sponsoringu zawodów sportowych. W 1995 roku został prezydentem Austriackiego Związku Łyżwiarskiego, zaś funkcję obejmował przez kolejne dwa lata. W 2000 roku został dyrektorem klubu łyżwiarskiego Wiener Eislauf-Verein.

## Osiągnięcia
| Zawody               | 1961           | 1962           | 1963           | 1964           | 1965           | 1966           | 1967           | 1968           |                |                |                |                |                |                |                |                |                |
| Międzynarodowe       | Międzynarodowe | Międzynarodowe | Międzynarodowe | Międzynarodowe | Międzynarodowe | Międzynarodowe | Międzynarodowe | Międzynarodowe | Międzynarodowe | Międzynarodowe | Międzynarodowe | Międzynarodowe | Międzynarodowe | Międzynarodowe | Międzynarodowe | Międzynarodowe | Międzynarodowe |
| -------------------- | -------------- | -------------- | -------------- | -------------- | -------------- | -------------- | -------------- | -------------- | -------------- | -------------- | -------------- | -------------- | -------------- | -------------- | -------------- | -------------- | -------------- |
| Igrzyska olimpijskie |                |                |                | 5              |                |                |                | 4              |                |                |                |                |                |                |                |                |                |
| Mistrzostwa świata   |                | 7              | 9              | 5              | 5              | 1              | 1              | 1              |                |                |                |                |                |                |                |                |                |
| Mistrzostwa Europy   | 5              | 5              | 3              | 4              | 1              | 1              | 1              | 1              |                |                |                |                |                |                |                |                |                |
| Krajowe              |                |                |                |                |                |                |                |                |                |                |                |                |                |                |                |                |                |
| Mistrzostwa Austrii  |                |                |                |                | 1              | 1              | 1              | 1              |                |                |                |                |                |                |                |                |                |

## Nagrody i odznaczenia
- Światowa Galeria Sławy Łyżwiarstwa Figurowego – 2018[5]